# PC Fútbol Clausura 2000
PC Fútbol Clausura 2000 es una versión del PC Fútbol 2000 que se centraba solo en la Liga Argentina en su temporada 2000, específicamente el Clausura 2000. Incluye los equipos de Primera División como así también los del ascenso (Nacional B y Primera B). En la versión original, la Extensión del juego PC Fútbol 2000 Extension traía como novedad la inserción de la liga Argentina para jugarla en modo Mánager. Cuenta con el Sistema de Promedios y la clasificación a las Copas Libertadores y la Sudamericana. En caso de ganar la Libertadores a vercelás en Japón frente al campeón europeo.
La velocidad del simulador se ha incrementado durante los partidos y puede verse algunas fallas en ciertas plantillas.
- Datos: Q6055345